# Dominum et Vivificantem
Dominum et vivficantem (en español: Señor y dador de vida) es una encíclica redactada por Juan Pablo II y publicada el 18 de mayo de 1986.

## Estructura
- Bendición
- Introducción
- Capítulo I: El Espíritu del Padre y del Hijo, dado a la Iglesia
  - Promesa y revelación de Jesús durante la Cena pascual
  - Padre, Hijo y Espíritu Santo
  - La donación salvífica de Dios por el Espíritu Santo
  - El Cristo ungido con el Espíritu Santo
  - Cristo « elevado » por el Espíritu Santo
  - Cristo resucitado dice: « Recibid el Espíritu Santo »
  - El Espíritu Santo y la era de la Iglesia católica
- Capítulo II: El Espíritu Santo que convence al mundo en lo referente al pecado
  - Pecado, justicia y juicio
  - El testimonio del día de Pentecostés
  - El testimonio del principio: la realidad originaria del pecado
  - El Espíritu Santo que transforma el sufrimiento en amor salvífico
  - "La sangre que purifica la conciencia"
  - El pecado contra el Espíritu Santo
- Capítulo III: El Espíritu Santo que da la vida
  - Motivo del Jubileo del año 2000: Cristo que fue concebido por obra y gracia del Espíritu Santo
  - Motivo del Jubileo: se ha manifestado la gracia divina
  - El Espíritu Santo en el drama interno del hombre: la carne tiene apetencias contrarias al Espíritu Santo y el Espíritu Santo contrarias a la carne.
  - El Espíritu Santo fortalece el "hombre interior"
  - La Iglesia católica sacramento de la unión íntima con Dios
  - El Espíritu Santo y la Iglesia católica dicen: "¡Ven!"
- Conclusión